# Берлога

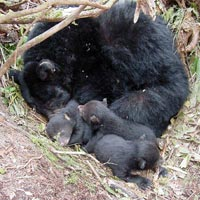
Чёрный медведь с медвежатами в верховой берлоге

Берло́га — зимовочное укрытие медведя в естественных условиях. В редких случаях берлогами называют норы других млекопитающих.

## Устройство
Берлога может располагаться в специально вырытой норе, дупле (у гималайского медведя), яме под корнем дерева, пещере, разрытом муравейнике. Современные охотники делят берлоги на верховые и грунтовые. Берлога может находиться далеко от места летнего обитания медведя, если он не уверен в его безопасности. Бывает, что многие медведи строят берлоги по соседству, но весной снова разбредаются в разные стороны. Замечено, что самки строят берлоги лучше, чем самцы.
В выбранное логово медведь натаскивает ветошь, мох и сухие листья, а сверху застилает берлогу хворостом и ельником. Медведь ложится в берлогу один, медведица же иногда с прошлогодними медвежатами и пестуном, причем всегда лежит впереди них. Все медведи свёртываются в берлоге клубком, уперев морду в грудь и скрестив лапы перед мордой; отсюда и сложилось неправильное поверье о том, что медведи сосут зимой свои лапы. Так как звери лежат головой по направлению к выходному отверстию, то от дыхания их устье берлоги (чело берлоги), а также близко стоящие деревья и кусты покрываются желтоватым инеем, который в открытых местностях виден издалека и нередко выдает зверя охотникам. Чрезвычайно важной приметой берлоги служит также то обстоятельство, что вблизи её не бывает никаких звериных следов, так как животные, боясь медведя, далеко обходят опасное для них место.
Ложатся бурые медведи в берлогу в ноябре, просыпаются в марте. Там же у них рождается потомство.

## Охота и охрана
Несмотря на все предосторожности медведя, люди иногда устраивают охоту «на берлоге». При этом человек не залезает в берлогу сам, а, напротив, старается выманить оттуда животное.
Экологи добиваются запрета на охоту «на берлоге». Помимо этого, природоохранные организации занимаются поиском и регистрацией берлог редких медведей. Так, в 2009 году было произведено исследование берлог белого медведя на Чукотке, в 2001—2009 — масштабные поиски берлог гималайского медведя в Уссурийском заповеднике.

## Происхождение термина
Существует множество версий происхождения слова. И. В. Ягич трактовал его значение как «выбранная стоянка», а М. Фасмер — как «лужа, грязь, мусор».
Гипотеза о происхождении слова берлога от германского названия медведя (нем. Bär, англ. bear и т. п.) считается ошибочной.